# FC Zürich
Az FC Zürich vagy röviden FCZ egy svájci labdarúgócsapat Zürichből, mely 1896-ban alakult.

## Története
A klubot 1896-ban alapították három helyi labdarúgó-egyesület összevonásával (FC Turicum, FC Viktoria, FC Excelsior). 1902-ben már bajnoki címet ünnepelt, majd legközelebb csak 1924-ben ért fel a csúcsra. Az 1930-as évekig az egyesületnek több másik sportszakosztálya is volt (evezés, ökölvívás, atlétika, kézilabda), amelyek a labdarúgással szemben később háttérbe szorultak.
A második bajnoki cím megszerzése után a sikertelenség évtizedei következtek, a csapat többször az élvonal és a másodosztály között ingázott. A felemelkedést és a stabil élvonalbeli tagságot Edwin Nägeli elnöksége indította meg. Az 1960-as évek–1970-es évek az FC Zürich aranykorszakát jelölik, melyet 7 bajnoki cím, 5 kupagyőzelem, valamint két BEK-elődöntő (1964 és 1977) fémjelez. Ezen időszakban olyan kiváló játékosok játszottak a klubban, mint Köbi Kuhn, Fritz Künzli, Ilija Katic, vagy René Botteron.
1981 után ismét hullámvölgy következett, többször került a másodosztályba. Újabb lendületet a 2000-es svájcikupa-győzelem adott: előbb újra élvonalbeli szereplést ünnepelt, majd 2006-ban, 2007-ben és 2009-ben megnyerte a svájci labdarúgó-bajnokságot. Több mint egy évtizeddel később, a 2021–22-es szezonban újra megszerezte a bajnoki címet.

## Sikerek
Swiss Super League
- Bajnok (13): 1901–02, 1923–24, 1962–63, 1965–66, 1967–68, 1973–74, 1974–75, 1975–76, 1980–81, 2005–06, 2006–07, 2008–09, 2021–22
- Ezüstérmes (9): 1902–03, 1910–11, 1931–32, 1951–52, 1963–64, 1966–67, 1971–72, 1978–79, 2010–11
- Bronzérmes (10): 1899–1900, 1900–01, 1958–59, 1960–61, 1968–69, 1969–70, 1976–77, 1981–82, 2007–08, 2014–15

Swiss Challenge League
- Győztes (4): 1940–41, 1946–47, 1957–58, 2016–17

Svájci Kupa
- Győztes (10): 1965–66, 1969–70, 1971–72, 1972–73, 1975–76, 1999–2000, 2004–05, 2013–14, 2015–16, 2017–18

Svájci Ligakupa
- Győztes (1): 1980–81

Bajnokcsapatok Európa-kupája – BEK
- Elődöntős (2): 1963–64, 1976–77

## Játékoskeret
2022. augusztus 31. szerint.
| #  |     | Poszt | Név                                                       |
| -- | --- | ----- | --------------------------------------------------------- |
| 1  | BIH | K     | Živko Kostadinović                                        |
| 2  | SUI | V     | Lindrit Kamberi                                           |
| 3  | ESP | V     | Adrià Guerrero                                            |
| 4  | SUI | V     | Bećir Omeragić                                            |
| 6  | KOS | V     | Fidan Aliti                                               |
| 7  | SUI | KP    | Bledian Krasniqi                                          |
| 8  | NOR | KP    | Ole Selnæs                                                |
| 9  | CRO | CS    | Ivan Santini                                              |
| 10 | SUI | KP    | Antonio Marchesano                                        |
| 11 | COD | CS    | Jonathan Okita                                            |
| 14 | NED | KP    | Carson Buschman-Dormond (kölcsönben a Tulevik csapatától) |
| 15 | BEN | CS    | Tosin Aiyegun                                             |
| 16 | GER | V     | Marc Hornschuh                                            |

| #  |     | Poszt | Név                                                    |
| -- | --- | ----- | ------------------------------------------------------ |
| 17 | GUI | KP    | Cheick Condé                                           |
| 18 | KOS | CS    | Donis Avdijaj                                          |
| 19 | SRB | V     | Nikola Boranijašević                                   |
| 20 | UKR | CS    | Bohdan Vjunnik (kölcsönben a Sahtar Doneck csapatától) |
| 21 | SUI | KP    | Blerim Džemaili                                        |
| 22 | ITA | CS    | Wilfried Gnonto                                        |
| 23 | SUI | KP    | Fabian Rohner                                          |
| 24 | CRO | V     | Nikola Katić                                           |
| 25 | SUI | K     | Yanick Brecher                                         |
| 28 | EST | V     | Karol Mets                                             |
| 31 | KOS | V     | Mirlind Kryeziu                                        |
| 34 | SUI | K     | Gianni De Nitti                                        |
| 35 | SUI | V     | Ilan Sauter                                            |